# Monroe (Washington)
Monroe az Amerikai Egyesült Államok északnyugati részén, Washington állam Snohomish megyéjében elhelyezkedő város. A 2010. évi népszámlálási adatok alapján 17 304 lakosa van.
A Népszámlálási Hivatal 1996 óta a Monroe Correctional Complexben fogvatartott elítélteket is beleszámítja statisztikáiba. A lakóépületek 65%-a családi ház, 15%-a pedig társasház.

## Története

### Park Place megalapítása
A térség első lakói a skykomish indiánok voltak, akik a Skykomish és Snoqualmie folyók találkozásánál (Tualco, lushootseed nyelven squa’lxo) gyűjtögettek, S’dodohobc településen pedig kereskedőhelyet tartottak fenn. Kicsit távolabb a S’dodohobc törzs lakott. A vizek találkozásánál bogyós gyümölcsöket és mogyorót termesztettek. Az őslakosokat a Point Elliott-i egyezmény 1855-ös aláírásával rezervátumokba költöztették.
George B. McClellan és csapata a Cascade-hegységen áthaladó vasútvonal lehetséges útvonalát vizsgálta. Ugyan a Point Elliott-i egyezményt csak 1859-ben ratifikálták, Robert Smallman angol bevándorló már 1855-ben letelepedett; őt 1860-ban Henry McClurg megyebiztos és felesége, Martha, valamint Salem Woods későbbi seriff és Charles Harriman politikus követték. McClurg 1864-ben megalapította Park Place-t.
Az 1860-as és 1870-es években Park Place és Tualco is tovább növekedett. A tankerületet 1869-ben, a postahivatalt pedig 1877-ben alapították; utóbbi első vezetője Salem Woods lett. 1882-ben a Skykomish folyón kompjárat indult, Snohomish felé pedig közúti kapcsolat létesült. Az 1880-as évektől a környéken marhatartással és komlótermesztéssel foglalkoztak, azonban az 1890-es években a tetvek elpusztították a termést.

### Átnevezés
Az első bolt és posta bezárt. Az 1890-ben megnyílt új üzlet tulajdonosa, John Vanasdlen kérelmet nyújtott be a posta újranyitására, azonban ezt elutasították, mert a település neve két tagból állt. Vanasdlen és McClurg ekkor a Monroe nevet választották (a névadó James Monroe, az USA ötödik elnöke). Az újabb kérést 1890. március 19-én fogadták be.
A Great Northern Railway az 1880-as évek végén bejelentette, hogy új vasútvonala a Stevens-hágón át fog haladni. 1890-ben a leendő vonal mentén kovácsműhely, vegyesbolt, egy újabb szálló és vágóhíd is létesült. 1891-ben nyomvonal-korrekció mellett döntöttek, így a pálya elkerülte a települést.
A Jack Stretch által alapított Tye City (a névadó George Tye építőmérnök) területén megnyílt Wales vasútállomása. A Skykomish-völgyön áthaladó vonal 1893 januárjában, az áradások során elmosott híd helyreállítását követően nyílt meg. 1892 végén és 1893 elején a Park Place-i kereskedők lakóházaikat lovak, ökrök és cséplőgépek segítségével Tye City déli részére költöztették. Vanasdlen üzletének átmozgatása után a helység felvette a Monroe nevet.
A vasútvonal elkészültével fellendült a faipar: az első zsindelygyár 1894-ben, míg az első fűrésztelep 1897-ben nyílt meg. A Skykomish folyón 1894-ben átadott híd kiváltotta a kompot. Két évvel később felépült a település első temploma. A mai vásártér területén szegényházat létesítettek, amelyet később kórházzá alakítottak át. Az első tejüzem 1885-től működött; ez négy évvel később leégett, de újjáépítették. Az évtized végére megvalósult az új iskola, a telefonhálózat, leburkolták a járdákat, megalapították az első újságot, valamint a település teljes munkaidős háziorvost kapott.

### Városi rang
1901. szeptember 16-án reggel az Old Fellows közösségi háza kigyulladt, a lángok pedig gyorsan továbbterjedtek a szomszédos épületekre. A kár 8100 dollár volt, de az épületeket újjáépítették, két éven belül pedig létrejött az állandó tűzoltóság. Monroe a 88–37 arányú szavazást követően 1902. december 20-án kapott városi rangot; ekkor 900 lakosa, négy fűrészüzeme és négy zsindelygyára volt. A városháza 1908 novemberére készült el a szalonüzemeltetési adó bevételéből. Az épületben ma múzeum működik.
1903-ban a városi vízhálózat üzemeltetésével egy magánvállalkozást bíztak meg, ami konfliktusokat szült. Egy helyi cég a város ellen indított pert elvesztette, de később felvásárolta az üzemeltetésért felelős vállalatot. Monroe megvásárolta volna a fenntartót, de ajánlataikat visszautasították, így a város 1923-ban saját hálózatot épített ki, így a magáncég csődbe ment. 1903-ban az elektromosság és a kórház is magánbefektetések révén valósult meg. 1904-ben a város közúti kapcsolatai tovább bővültek.
Az állami büntetés-végrehajtás 1907-ben Monroe-t választotta javítóintézetének helyszínéül. Az első elítélt 1908 augusztusában érkezett az akkor még ideiglenes létesítménybe; az állandó blokkok 1910 májusa és 1911 között készültek el. A Pacific Coast Condensed Milk Company tejsűrítő üzeme 1908. augusztus 29-én nyílt meg. A Carnation tejet előállító gyárnak köszönhetően a város lakossága két év alatt 2500 főre növekedett. A napi 110 ezer kilogramm kapacitású üzem 1928-ban bezárt, 1944. március 23-án leégett.
A környékbeli középiskolákat 1911. szeptember 1-jével közös intézménybe vonták össze. A Great Northern Railway új vasútállomásán a fővonal járatai mellett a Chicago, Milwaukee, St. Paul and Pacific Railroad szárnyvonalán közlekedő vonatok is megálltak. A faipar hanyatlásával egyre jelentősebbé vált a mezőgazdaság. Charles Fyre 810 hektáron foglalkozott salátatermesztéssel és húsfeldolgozással.

### Infrastrukturális fejlesztések
Az 1920-as években számos új vállalkozás (köztük egy rádióadó) jelent meg a városban. A megyei önkormányzat a szegényház területén 1925-ben 100 ágyas kórházat nyitott. Az évtized végére megjelentek a szabadkőművesek, megnyílt a mozi, valamint egy nagyobb tejsűrítő üzem is létesült. A Great Northern Railway 1962-ig üvegházakat tartott fenn, ahol a vonatok díszítésére használt virágok nőttek.
A nagy gazdasági világválság során a farmok többsége a Frye Company tulajdonába került, amely ezer embernek adott munkát. A terményárak csökkenése miatt a földeket később zálogba adták. Számos adománygyűjtő szervezet működött a városban, amelyek ruhát és ételt gyűjtöttek. A Works Progress Administration 1933-ban kezdődő programja során helyreállították az 1982 februári áradás során elmosott közúti hidat, valamint új iskolát is építettek, melynek előadótermében ma a Wagner Előadó-művészeti Központ működik.
Az 1930-as évektől helyi szervezetek rendszeresen tartottak mezőgazdasági kirakodóvásárokat és felvonulásokat. Az első Cavalcade of the Valleyst 1941-ben rendezték meg, melyet 1946-ban a szegényházhoz tartó területen szervezett megyei vásár követett. Utóbbi programot Evergreen State Fair néven azóta is rendszeresen megtartják. A vásárteret később kettészelte a U.S. Route 2.
A válságot és a második világháborút követően a mezőgazdaság mellett a kisebb iparágak lettek jelentősebbek. Az 1958-ig működő mirelit-csomagoló helyén később a tenger gyümölcseinek feldolgozásával foglalkoztak. 1949-ben a város a magas költségek miatt másodszorra is elutasította a harmadik osztályúvá válást. A szegényházban működő kórházat 1961-ben a Valley General Hospital váltotta. Az 1965. április 29-ei földrengésben a középiskola megsérült, és csak 1968 októberében állították helyre. Az intézmény mai épületét 1999-ben adták át. A Great Northern Railway 1970-ben a Burlington Northern Railroadba olvadt; ugyanezen évben a monroe-i vasútállomást lebontották.

### Urbanizáció
A Monroe és Bothell közötti Washington State Route 522-t 1965. február 10-én adták át, ezzel Monroe Everett és Seattle alvóvárosa lett. Az állami börtönt a lakók tiltakozása ellenére 1984-ben nyitották meg.
A város nyugati részén fekvő farmot az 1980-as években megvásárolta egy ingatlanfejlesztő, aki ipari park létrehozását jelentette be. A Fryelands nevű területen eredetileg a Boeing alkatrészgyára működött volna. 1993-ban lakóházak építésébe kezdtek, valamint kialakították a Tye nevű mesterséges tavat. 2000-re a város népessége elérte a 13 ezer főt.
A lakosságszám emelkedése miatt az ország egyik legveszélyesebb országútjaként számon tartott WA-522-n nőttek a torlódások. Az 1995-ben kezdődő projekt keretében az utat 2×2 sáv szélességűre bővítik. Az 1990-es és 2000-es években számos bevásárlóközpont és raktár létesült. A 2010-es évek elején megnyílt Walmart egyesek szerint sérti a város gyalogosbarát terekre vonatkozó szabályozását. A 2000-es években a DREAM nevű szervezet a belváros átalakításába kezdett. A 2000-es években Monroe annektálta a várostól északra fekvő területeket.

## Éghajlat
A város éghajlata óceáni (a Köppen-skála szerint Cfb).
| Hónap                         | Jan.  | Feb.  | Már.  | Ápr. | Máj. | Jún. | Júl. | Aug. | Szep. | Okt. | Nov.  | Dec.  | Év    |
| ----------------------------- | ----- | ----- | ----- | ---- | ---- | ---- | ---- | ---- | ----- | ---- | ----- | ----- | ----- |
| Rekord max. hőmérséklet (°C)  | 22,2  | 23,9  | 26,1  | 31,1 | 33,9 | 37,8 | 38,9 | 37,8 | 36,1  | 31,1 | 25,0  | 18,9  | 38,9  |
| Átlagos max. hőmérséklet (°C) | 8,3   | 10,0  | 12,8  | 15,6 | 18,9 | 21,1 | 24,4 | 25,0 | 21,7  | 15,6 | 10,0  | 6,7   | 15,9  |
| Átlagos min. hőmérséklet (°C) | 1,1   | 1,1   | 2,8   | 5,0  | 7,8  | 10,0 | 11,7 | 11,7 | 9,4   | 6,1  | 3,3   | 0,6   | 5,9   |
| Rekord min. hőmérséklet (°C)  | −18,9 | −18,9 | −11,1 | −5,0 | −2,8 | 1,1  | 0,6  | 2,2  | −1,1  | −6,1 | −17,2 | −17,2 | −18,9 |
| Átl. csapadékmennyiség (mm)   | 159   | 108   | 122   | 95   | 86   | 65   | 34   | 33   | 66    | 121  | 189   | 163   | 1241  |
| Forrás: The Weather Channel   |       |       |       |      |      |      |      |      |       |      |       |       |       |

## Népesség
A 2010-es népszámláláskor a városnak 17 304 lakója, 5024 háztartása és 3600 családja volt. A népsűrűség 1095,9 fő/km2. A lakóegységek száma 5306, sűrűségük 336 db/km2. A lakosok 78,6%-a fehér, 3,5%-a afroamerikai, 1,4%-a indián, 2,8%-a ázsiai, 0,4%-a a Csendes-óceáni szigetekről származik, 9,3%-a egyéb, 3,8%-a pedig kettő vagy több etnikumú. A spanyol vagy latino származásúak aránya 17,1% (   )
A háztartások 46,6%-ában élt 18 évnél fiatalabb. 54% házas, 11,4% egyedülálló nő, 6,2% egyedülálló férfi, 28,3% pedig nem család. 21,8% egyedül élt; 8,9%-uk 65 éves vagy idősebb. Egy háztartásban átlagosan 2,92 személy élt; a családok átlagmérete 3,41 fő.
A medián életkor 33,1 év volt. A város lakóinak 26,6%-a 18 évesnél fiatalabb, 8,9% 18 és 24 év közötti, 36,1%-uk 25 és 44 év közötti, 21%-uk 45 és 64 év közötti, 7,2%-uk pedig 65 éves vagy idősebb. A lakosok 56,3%-a férfi, 43,7%-a pedig nő.

## Gazdaság
A 2015-ös adatok szerint a városban 7644 aktív korú lakos él, a munkanélküliség pedig 7,2%. A lakosok 15%-a a városhatárokon belül, 15%-uk Seattle-ben, 9%-uk Everettben, 9%-uk Redmondban, 8%-uk Bellevue-ban, 4%-uk pedig Kirklandben dolgozik. 75% saját gépjárművel, 14% telekocsival, 3% pedig tömegközlekedéssel jut el munkahelyére; az átlagos ingázási idő 30,8 perc. A legnagyobb foglalkoztatók az oktatás és az egészségügy (19%), a gyártóipar (15%), a kereskedelem (13%), valamint a professzionális szolgáltató szervezetek (12%).
A városban 9466 munkahely van. A legnagyobb munkaadók az 1100 állást biztosító büntetés-végrehajtás, a tankerület, a Cadman bányája, a vásártér és a kórház. A Fryelands városrészben található, 2008-ra kialakult ipari parkban található a munkahelyek 24%-a, de jelentős foglalkoztatók még a US-2 mentén fekvő raktárak is.

## Közigazgatás
A polgármestert és a képviselő-testület hét tagját négy évre választják. Hat képviselőről választókerületenként szavaznak. 2017 előtt a polgármester mandátuma két évre szólt. A városháza az 1977-ben átadott közszolgáltatási központban helyezkedik el.
Az önkormányzatnak 2017-ben 113 alkalmazottja volt, költségvetése pedig 27,1 millió dollár volt. A pénzügyeket városmenedzser felügyeli. A városi kapitányságon 32 rendőr és 10 egyéb alkalmazott dolgozik.
A monroe-i börtönök 1988 óta a Monroe Correctional Complex részeként, összevontan működnek. Az öt egységből álló létesítményben 2500 személyt tartanak fogva, akikre 1185 felügyelő jut. Az 1908-ban megnyílt Washington State Reformatoryt 1981-ben elmegyógyító részleggel, 1984-ben pedig 500 férőhelyes, közepes biztonsági fokozatú résszel bővítették. Egy 1997-ben megnyílt börtönben kezdetben csak alacsony biztonsági fokozatú elítélteket tartottak fogva, majd 2007-től magasabb kockázatú foglyokat is őriznek. A létesítményt 2009-ben annak magas üzemeltetési költségei miatt bezárták volna, de végül a férőhelyek átcsoportosításával költségcsökkentést tudtak elérni.

## Kultúra

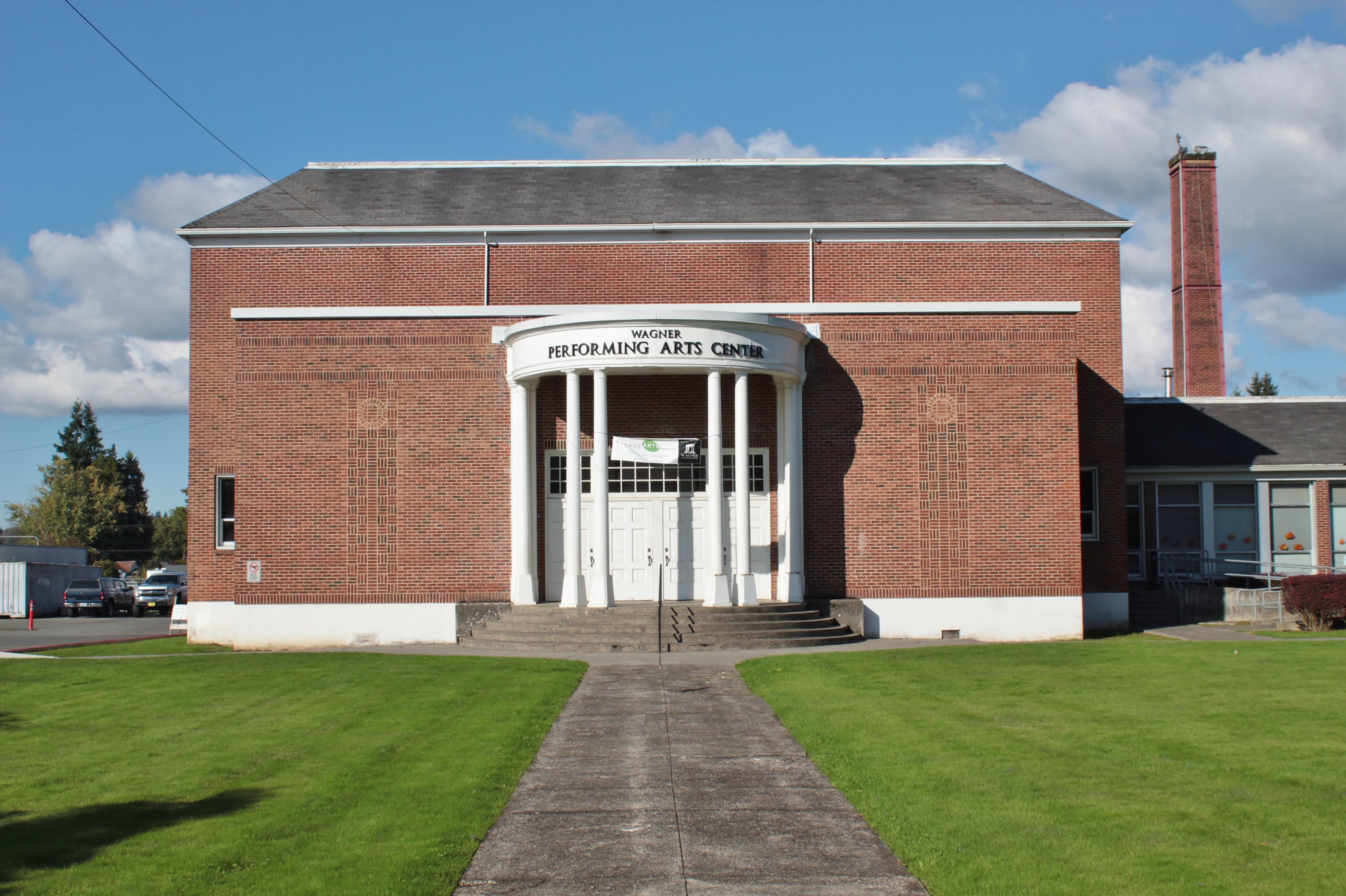
Az előadó-művészeti központ épülete

A kulturális rendezvényeket és kiállításokat a város segítségével a 2003-ban megalapított művészeti tanács finanszírozza. A belvárosban 2004 óta a környékbeli vizek élővilágát ábrázoló freskó található. Mivel az önálló létesítményhez nem sikerült forrásokat szerezni, a 2010-es években átadott előadó-művészeti központ egy iskolai előadóteremben nyílt meg.
Az 1981-es Jacqueline Bouvier Kennedy dráma, valamint a 2002-es A kör horrorfilm és folytatása, A kör 2 egyes jeleneteit a városban forgatták, míg Az ember a Fellegvárban televíziós sorozat próbaepizódjának egy jelenetét a Washington State Route 203 mentén vették fel.
Az augusztus végétől szeptember elejéig tartó Evergreen State Fairt a belváros északnyugati részén, a megye tulajdonában álló vásártéren rendezik meg; a 12 napos rendezvénysorozaton 350 ezren vesznek részt. Az esemény nyitóhétvégéjén felvonulást rendeznek. Az Evergreen Speedway 1995 és 2000 között a NASCAR Craftsman Truck Series pick-upverseny helyszíne volt.
A Snohomish County Explosion kosárlabdacsapat 2008 és 2010 között a középiskola területén található sportarénában játszott.
A U.S. Route 2 mentén fekvő terráriumban 150 hüllőfaj tekinthető meg. Az évente negyvenezer látogatót vonzó létesítmény korábban Gold Barban működött.
1995-ben Dr. Ann Hansen állatorvos és férje, Mark megvásárolták Little Current versenylovat, és a Monroe közeli farmjukra költöztették.

## Parkok
A város 14 parkja 84 hektáron helyezkedik el, melyből 25,3 hektár minősül hasznosítható területnek. A város mellett más szervezetek (például a YMCA) is üzemeltetnek rekreációs létesítményeket. A parkokat és városrészeket 23 kilométer hosszan gyalogos és kerékpáros útvonalak kötik össze. A Skykomish folyó és a Woods-patak által határolt félszigeten elhelyezkedő Al Borlin Park 36 hektáron elterülő természetvédelmi övezet. A Fairfield Parkban futballpályák találhatóak.
A 26,1 hektáros Lake Tye közösségi parkban egy mesterséges tó, gördeszkapark és sportpályák is találhatóak. A 2010-es években egy befektető vízi élményparkot létesített volna, azonban ez nem valósult meg. 2014-ben a város 11 kilométer hosszú túraútvonal kialakítását jelentette be, amely a Centennial útvonal snohomishi szakaszáig tartana.

## Oktatás
A 14 intézményt fenntartó Monroe-i Tankerületnek a 2018–2019-es tanévben 6860 diákja, 326 tanára és 190 egyéb alkalmazottja volt. A város középiskolája 1999-ben nyílt meg; a finanszírozásra kiírt népszavazási kezdeményezés korábban hatszor elbukott.
Az iskolák egy részét egy 2018-as projekt keretében újították fel. A Sky Valley Educational Center alternatív oktatási intézmény, amely az összevonások révén kiürült épületben működik. A tankerület székhelye az 1916-ban megnyílt Central általános iskola épületében található.
Az Everetti Közösségi Főiskola monroe-i kampuszán 2018-ban 400-an tanultak. Az 1999-ben megnyílt telephelyet 2010-ben új helyre költöztették.
A városi könyvtárat 1906-ban alapították egy lakásban, később pedig a városházára helyezték át. A Sno-Isle Libraries új könyvtára 1966-ban nyílt meg, melyet 1987-ben kibővítettek, 2002-ben pedig új helyre költöztettek. Az intézményben 84 ezer elem található, 2014-ben pedig több mint 291 ezer kölcsönzés történt.

## Infrastruktúra

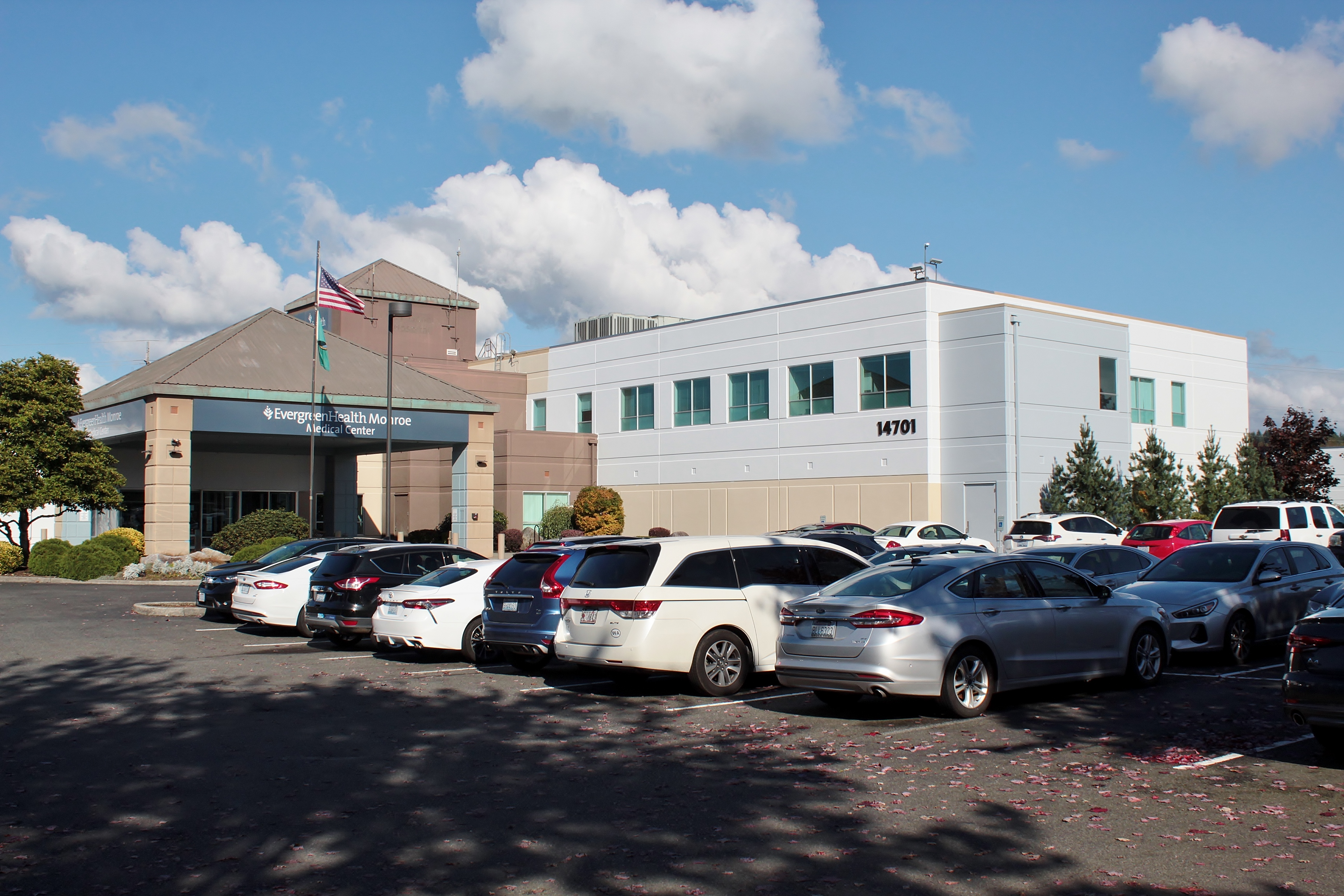
Az EvergreenHealth kórháza

### Egészségügy
A város 112 ágyas kórházának fenntartója az EvergreenHealth. Az 1949-ben alapított létesítményt több részletben bővítették. A korábban a Valley General Hospital nevet viselő intézményt a 2014-es fenntartóváltáskor EvergreenHealth Monroe Medical Centerre keresztelték át. A város szakrendelőit a Providence Health & Services és a SeaMar Community Health Centers működteti.

### Közlekedés
Monroe közúton a US-2-n, a WA-203-on és a WA-522-n közelíthető meg. Az 1970-es években a US-2-n egy Monroe-t elkerülő szakaszt terveztek, azonban erre nem találtak anyagi forrást.
A város tömegközlekedését a Community Transit biztosítja, amely Everett és Gold Bar felé közlekedtet járatokat. A BNSF Monroe-t kettészelő vonalát az Amtrak Empire Builder járata és tehervonatok használják. A városban egy P+R parkoló található, ahonnan csúcsidőben Seattle belvárosa felé indulnak buszok. A Snoqualmie Valley Transportation munkanapokon közlekedő autóbuszjárata Duvall felé jár.
A vásártér közelében fekvő magánrepülőtér napi 50 járatot szolgál ki, területén pedig 73 repülőgépet tárolnak.

### Közművek
Az elektromos áramot a megyei közműszolgáltató, a földgázt pedig a Puget Sound Energy biztosítja. A hulladékszállításért és -újrahasznosításért a Waste Management felel. Telekommunikációs szolgáltatásokat a Verizon és a Comcast nyújt.
A város maga üzemelteti ivóvíz- és csatornahálózatát. A víz a Chaplain-víztározóból származik. A szennyvizet tisztítás után a Skykomish folyóba juttatják. A városi börtönnek saját szennyvíztisztítója van.

## Média
A The Monroe Monitor and Valley News hetilap a Pacific Publishing Company tulajdonában áll. Az 1899-ben Monitor néven alapított újság 1908-ban a Monroe Transcripttel, 1985-ben pedig a Valley Newsszal egyesült.

## Nevezetes személyek
- Alex Love, ökölvívó[150]
- Anthony Curcio, amerikaifutball-játékos és rabló[151]
- Arthur H. Livermore, vegyész[152]
- Ben Dragavon, labdarúgó[153]
- Blye Pagon Faust, filmrendező[154]
- Chad Eaton, amerikaifutball-játékos[155]
- Chuck Close, festő és fotóművész[156]
- Dave Somers, politikus[157]
- Elizabeth Scott, politikus[158]
- Ian Parmley, baseballozó[159]
- James Fogle, író és rabló[160]
- Joseph J. Tyson, katolikus püspök[161]
- Kathryn Aalto, író és tájépítész[162]
- Kirk Pearson, politikus[163]
- Lee Orr, olimpikon[164]
- Lloyd Meeds, politikus[165]
- Roger Fisher, gitáros[166]
- Yukon Eric, birkózó[167][168]

## Fordítás
- Ez a szócikk részben vagy egészben  a   Monroe, Washington című angol Wikipédia-szócikk ezen változatának fordításán alapul.  Az eredeti cikk szerkesztőit annak laptörténete sorolja fel. Ez a jelzés csupán a megfogalmazás eredetét és a szerzői jogokat jelzi, nem szolgál a cikkben szereplő információk forrásmegjelöléseként.